# Canal de potássio KcsA
KcsA (abreviatura do inglês, K channel of streptomyces A) é um canal de potássio de procariotos presentes em bactérias do solo Streptomyces lividans. A proteína é ativada por pH e possui dois segmentos transmembrana com uma região de poro altamente seletiva, responsável pela passagem e transporte de íons potássio (K+) para fora da célula. A sequência de aminoácidos encontrada no filtro de seletividade de KcsA é altamente conservada entre os canais de voltagem de K+ de procariotos e eucariotos; como resultado, a pesquisa sobre KcsA forneceu uma visão estrutural e mecanística importante na base molecular para a seleção e condução de íons K+. Como um dos canais iônicos mais estudados até hoje, KcsA é um modelo para a pesquisa sobre a função do canal de K+ e sua estrutura elucidada é usada de base para a modelagem computacional da dinâmica do canal para outras espécies.

## 33em
1. ↑  Schrempf H, Schmidt O, Kümmerlen R, Hinnah S, Müller D, Betzler M, Steinkamp T, Wagner R (novembro de 1995). «A prokaryotic potassium ion channel with two predicted transmembrane segments from Streptomyces lividans». The EMBO Journal. 14: 5170–8. PMC 394625. PMID 7489706. doi:10.1002/j.1460-2075.1995.tb00201.x
2. ↑  Meuser D, Splitt H, Wagner R, Schrempf H (1999). «Exploring the open pore of the potassium channel from Streptomyces lividans». FEBS Letters. 462: 447-452. doi:10.1016/S0014-5793(99)01579-3
3. ↑  Yu FH, Yarov-Yarovoy V, Gutman GA, Catterall WA (dezembro de 2005). «Overview of molecular relationships in the voltage-gated ion channel superfamily». Pharmacological Reviews. 57: 387–95. PMID 16382097. doi:10.1124/pr.57.4.13
4. ↑  Roux B (2005). «Ion conduction and selectivity in K(+) channels». Annual Review of Biophysics and Biomolecular Structure. 34: 153–71. PMID 15869387. doi:10.1146/annurev.biophys.34.040204.144655